# TV특강 행복플러스
TV특강 행복플러스는 JTV에서 2005년 1월 8일부터 2013년 3월 16일까지 방송했던 강의 프로그램이다. MC는 유진수 아나운서이며, 방송시간은 매주 토요일 아침 9시 45분부터 오전 10시 45분까지이다.

## 기획 의도
건강, 교육, 인생, 돈, 성 등의 보편적인 주제를 사회 각 분야의 저명인사와 전문가를 초정하여 한 시간 동안 특강의 형식으로 그들의 가진 지식·경험 그리고 삶에 대한 조연과 지혜를 방송하는 것이다.